# برترام ماربورگ
برترام ماربورگ (انگلیسی: Bertram Marburgh؛ ۱۷ مه ۱۸۷۵ – ۲۲ اوت ۱۹۵۶) بازیگر اهل ایالات متحده آمریکا بود.
از فیلم‌هایی که وی در آن‌ها نقش داشته‌است، می‌توان به برای اثبات بی‌گناهی، کیتی فویل، بانو ایو، کمدی انسانی و تعطیلی ازدست‌رفته اشاره نمود.